# Innaarsuit
Innaarsuit (Ivnârssuit avant 1973) est un village groenlandais situé dans la municipalité d'Avannaata près d'Upernavik à l'ouest du Groenland. La population était de 164 habitants en 2009.